# Seweckenberge

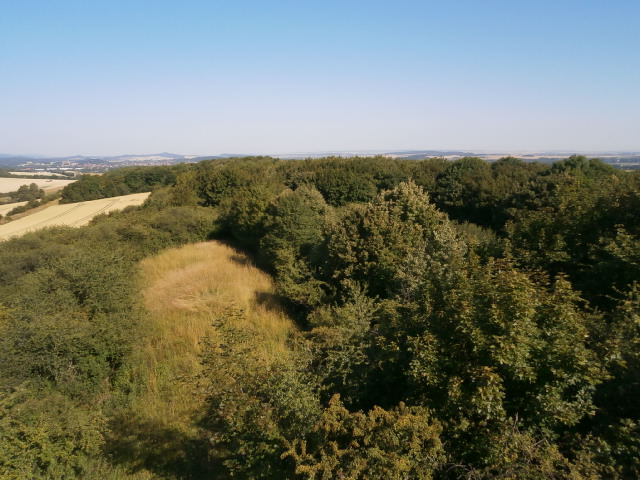
Blick von der Seweckenwarte nach Westen über die Seweckenberge

Die Seweckenberge sind ein Höhenzug südlich der Stadt Quedlinburg in Sachsen-Anhalt.
Südlich der Seweckenberge liegt der Quedlinburger Stadtteil Gersdorfer Burg. Sie erreichen eine Höhe von etwa 180 Metern. Auf dem Höhenzug befindet sich die aus dem Mittelalter stammende Seweckenwarte. 100 Meter westlich der Warte liegen die Reste der Seweckenburg.
Im Jahr 2003 wurde das etwa 387 Hektar umfassende Landschaftsschutzgebiet Seweckenberge ausgewiesen.